# NGC 2423
NGC 2423 (również OCL 592) – gromada otwarta znajdująca się w gwiazdozbiorze Rufy. Odkrył ją William Herschel 19 marca 1786 roku. Jest położona w odległości ok. 2,5 tys. lat świetlnych od Słońca.